# Санкт-Мартин-им-Зульмталь
Санкт-Мартин-им-Зульмталь (нем. Sankt Martin im Sulmtal) — коммуна (нем. Gemeinde) в Австрии, в федеральной земле Штирия. 
Входит в состав округа Дойчландсберг.  Население составляет 1922 человека (на 31 декабря 2005 года). Занимает площадь 20,54 км². Официальный код  —  6 03 27.

## Политическая ситуация
Бургомистр коммуны — Йозеф Штайнер (АНП) по результатам выборов 2005 года.
Совет представителей коммуны (нем. Gemeinderat) состоит из 15 мест.
- АНП занимает 9 мест.
- СДПА занимает 4 места.
- Партия St.Martin Aktiv занимает 2 места.